# تلمبة بيست و دو بهمن (نغار بردسير)
تلمبة بيست ودو بهمن (بالإنجليزية: Tolombeh-ye Bist va Do Bahman)‏ هي مستوطنة تقع في إيران في كرمان.